# Nahaufklärungsgeschwader 102
Das Nahaufklärungsgeschwader 102 war ein Verband der Luftwaffe der Wehrmacht im Zweiten Weltkrieg.

## Aufstellung
Der Stab und die II. Gruppe entstanden am 15. Februar 1943 auf dem Fliegerhorst Jüterbog-Damm (Lage) aus der Nahaufklärungsschule 2 (H), die wiederum im Oktober 1942 auf dem Fliegerhorst Brieg gegründet wurde. Die II. Gruppe setzte sich aus dem Stab und der 3. und 4. Staffel zusammen.
Die I. Gruppe bildete sich am gleichen Tage in Brieg (Lage) und hatte ihren Ursprung in der Nahaufklärungsschule 2 (H). Die I. Gruppe verfügte über den Stab und die 1. und 2. Staffel.

## Geschichte
Die beiden Gruppen des Geschwaders blieben während der gesamten Zeit ihres Bestehens auf ihren Heimatbasen stationiert und dienten der Ausbildung von Fernaufklärer-Besatzungen. Dazu bedienten sie sich Schulflugzeugen vom Typ Arado Ar 96, Bücker Bü 131, Bücker Bü 181, Dornier Do 217, Focke-Wulf Fw 58, Messerschmitt Bf 109, Messerschmitt Bf 110. Es fanden keine Fronteinsätze statt.

## Kommandeure

### Geschwaderkommodore
| Dienstgrad     | Name           | Zeit                               |
| -------------- | -------------- | ---------------------------------- |
| Oberstleutnant | Günther Börner | 15. Februar 1943 bis 15. Juni 1943 |
| Major          | Erwin Fischer  | 16. Juni 1943 bis 4. Februar 1945  |

### Gruppenkommandeure
I. Gruppe
- Major Johannes Sieckenius, 15. Februar 1943 bis 29. April 1943
- Major Erwin Fischer, 30. April 1943 bis 15. Juni 1943
- Major Kuno Ebeling, 20. Januar 1944 bis 21. August 1944

II. Gruppe
- Hauptmann Kuno Ebeling, 15. Februar 1943 bis 29. April 1943
- Hauptmann Wiese, 5. August 1943 bis 26. Mai 1944
- Hauptmann Berndt, 27. Mai 1944 bis Dezember 1944

## Bekannte Geschwaderangehörige
- Harro Tiedgen (1925–1986), später Brigadegeneral des Heeres der Bundeswehr